# Petar Šegedin (Leichtathlet)
Petar Šegedin (* 14. September 1926 in Orebić; † 14. Oktober 1994 in Dubrovnik) war ein jugoslawischer Hindernisläufer.
1948 wurde er Sechster über 3000 m Hindernis bei den Olympischen Spielen in London.
Bei den Leichtathletik-Europameisterschaften 1950 in Brüssel und bei den Mittelmeerspielen 1951 gewann er jeweils Silber. 1952 schied er bei den Olympischen Spielen in Helsinki im Vorlauf aus.
Seine persönliche Bestzeit über 3000 m Hindernis von 8:47,8 min stellte er am 1. Mai 1953 in Belgrad auf.